# Yamadori
Yamadori (jap. 山採り) - japońska technika pozyskiwania z natury roślin o zdrewniałych pędach, w celu późniejszego kształtowania ich w formy drzewek bonsai. Drzewka pozyskane techniką yamadori noszą japońską nazwę yamadori-mono.
Rośliny takie mają naturalne predyspozycje do przyszłego ich wykorzystania w sztuce bonsai: gruby u podstawy pień zwężający się ku wierzchołkowi i przede wszystkim skarłowaciałą formę, uzyskaną w naturalny sposób (poprzez podgryzanie wierzchołków wzrostu przez zwierzęta lub np.: z uwagi na ubogą glebę, ekstremalne warunki atmosferyczne).
Po wykopaniu, drzewka przesadzane są do doniczek, gdzie przez kilka miesięcy (czasem nawet kilka lat) odzyskują siły. Po tym czasie, rozpoczyna się proces ich formowania w drzewka bonsai.